# دارودسته (مجموعه تلویزیونی کره جنوبی)
دارودسته (انگلیسی: Entourage; کره‌ای: 안투라지) یک مجموعهٔ تلویزیونی کره جنوبی سال ۲۰۱۶ با بازی چو جین-وونگ، سو کانگ جون، لی کوانگ-سو، پارک جونگ-مین و لی دونگ-هوی است. دارودسته یک کمدی سیاه درام در مورد زندگی در صنعت سرگرمی و بر پایه مجموعه تلویزیونی آمریکایی با همین نام است. این مجموعه از ۴ نوامبر تا ۲۴ دسامبر ۲۰۱۶، روزهای جمعه و شنبه ساعت ۲۳:۰۰ (کی‌اس‌تی) از تی‌وی‌ان برای ۱۶ قسمت پخش شد.